# Joseph Candolfi
Joseph Candolfi (* 15. Juli 1922 in Reconvilier; † 7. August 2011 in Bellach) war ein Schweizer römisch-katholischer Geistlicher und Weihbischof in Basel.

## Leben
Joseph Candolfi absolvierte die Primar- und Sekundarschule in Moutier. Nach Besuch des Institut les Côtes in Le Noirmont, des Ecole du Roquet im französischen Trévoux und am Kollegium St. Charles in Porrentruy legte er 1942 seine Matura am Kollegium Karl Borromäum in Altdorf ab. Er studierte Katholische Theologie und Philosophie an der Theologischen Fakultät in Luzern (1942–1944), Freiburg (1944–1946) und am Priesterseminar in Solothurn (1946–1947). Er empfing am 1. Juli 1947 die Priesterweihe durch den Basler Bischof Franziskus von Streng. Nach seelsorgerischer Arbeit in Riehen wurde Candolfi 1950 mit der ökumenischen Arbeit Die Mischehen in der Schweiz promoviert. Er war von 1950 bis 1952 Vikar in Saint-Ursanne und von 1952 bis 1966 Leiter der Französischsprachigen Mission (Mission française) in Bern, anschliessend Pfarrer von Saint-Imier sowie Dekan des Kapitels St. Imier-Biel. 1968 wurde er zum Generalvikar für den französischsprachigen Teil des Bistums Basel bestellt. 1971 erfolgte die Ernennung zum residierenden Domherrn des Standes Bern, 1977 zum Domdekan des Domkapitels der Diözese Basel in Solothurn.
Papst Johannes Paul II. ernannte ihn am 1. Juni 1983 zum Titularbischof von Frequentium und bestellte ihn zum Weihbischof im Bistum Basel. Der Bischof von Basel, Otto Wüst, spendete ihm am 29. Juni 1983 in der Kathedrale St. Urs und Viktor zu Solothurn die Bischofsweihe; Mitkonsekratoren waren der emeritierte Bischof von Basel, Anton Hänggi, und Henri Schwery, Bischof von Sitten. Sein bischöflicher Wahlspruch war Omnibus omnia factus sum („Ich bin allen alles geworden“). 1993 war er Apostolischer Administrator des Bistums Basel nach dem Weggang von Otto Wüst und 1995 nach dem Rücktritt von Hansjörg Vogel.
Candolfi war von 1989 bis 1991 Präsident der Schweizer Bischofskonferenz, als erster Weihbischof überhaupt. Er leitete verschiedene Kommissionen, darunter diejenige für die Fragen des Laienapostolates, für Dienste und Ämter in der Kirche und für die Seelsorge an den Menschen unterwegs.
Am 30. März 1996 nahm Papst Johannes Paul II. seinen altersbedingten Rücktritt an.